# Euparyphus
Euparyphus är ett släkte av tvåvingar. Euparyphus ingår i familjen vapenflugor.

## Dottertaxa tillEuparyphus, i alfabetisk ordning[1]
- Euparyphus albipilosus
- Euparyphus apicalis
- Euparyphus arizonae
- Euparyphus ater
- Euparyphus bistriatus
- Euparyphus brasiliensis
- Euparyphus brevicornis
- Euparyphus carbonarius
- Euparyphus cataractus
- Euparyphus cinctus
- Euparyphus elegans
- Euparyphus elongatulus
- Euparyphus facialis
- Euparyphus hamifer
- Euparyphus lagunae
- Euparyphus limbrocutris
- Euparyphus monensis
- Euparyphus mutabilis
- Euparyphus nebulosus
- Euparyphus ornatus
- Euparyphus pardalinus
- Euparyphus patagius
- Euparyphus peruvianus
- Euparyphus proxipalus
- Euparyphus pygmaea
- Euparyphus rothi
- Euparyphus sabroskyi
- Euparyphus stigmaticalis
- Euparyphus tricolor
- Euparyphus umbrulus